# Mistrzostwa Świata w Narciarstwie Alpejskim 1936
6. Mistrzostwa Świata w Narciarstwie Alpejskim odbywały się w dniach 21 – 22 lutego 1936 w austriackim Innsbrucku. Były to drugie w historii zawody tego cyklu rozgrywane w Austrii (poprzednio Innsbruck zorganizował MŚ 1933). Rozgrywano trzy konkurencje zjazd, slalom i kombinację, zarówno kobiet jak i mężczyzn. W klasyfikacji medalowej zwyciężyła reprezentacja Szwajcarii, która zdobyła także najwięcej medali, 8, w tym 2 złote, 3 srebrne i 3 brązowe.

## Wyniki

### Mężczyźni
| Konkurencja          | Data         | Złoto           | Wynik  | Srebro              | Wynik  | Brąz             | Wynik  |
| Zjazd szczegóły      | 21 lutego    | Rudolf Rominger | 4:29,8 | Giacinto Sertorelli | 4:43,2 | Heinz von Allmen | 4:43,6 |
| Slalom szczegóły     | 22 lutego    | Rudolph Matt    | 2:18,1 | Eberhard Kneisl     | 2:18,6 | Rudolf Rominger  | 2:22,3 |
| Kombinacja szczegóły | 21-22 lutego | Rudolf Rominger | 443,4  | Heinz von Allmen    | 457,5  | Eberhard Kneisl  | 461,9  |

### Kobiety
| Konkurencja          | Data         | Złoto            | Wynik  | Srebro          | Wynik  | Brąz               | Wynik  |
| Zjazd szczegóły      | 21 lutego    | Evelyn Pinching  | 4:45,0 | Elvira Osirnig  | 4:55,0 | Nini von Arx-Zogg  | 4:55,8 |
| Slalom szczegóły     | 22 lutego    | Gerda Paumgarten | 2:17,1 | Evelyn Pinching | 2:18,9 | Margarethe Weikert | 2:20,6 |
| Kombinacja szczegóły | 21-22 lutego | Evelyn Pinching  | 465,6  | Elvira Osirnig  | 482,6  | Gerda Paumgarten   | 485,0  |

## Klasyfikacja medalowa
| Lp. | Państwo         | złoto | srebro | brąz | razem |
| --- | --------------- | ----- | ------ | ---- | ----- |
| 1.  | Szwajcaria      | 2     | 3      | 3    | 8     |
| 2.  | Austria         | 2     | 1      | 3    | 6     |
| 3.  | Wielka Brytania | 2     | 1      | 0    | 3     |
| 4.  | Włochy          | 0     | 1      | 0    | 1     |